# Алитт, Беверли
Бе́верли Гейл Алитт (англ. Beverly Gail Allitt ; род. 4 октября 1968) — британская преступница, серийная убийца, бывшая медсестра, осуждённая за убийство четверых детей, покушение на убийство троих детей и причинение тяжких телесных повреждений ещё шестерым. Преступления были совершены в течение 59 дней, в период с февраля по апрель 1991 года в детской палате в больнице Грентхэм и Кестевен, графства Линкольншир, где Алитт работала детской медсестрой.

## Биография
Беверли Алитт родилась 4 октября 1968 года в деревне Корби Глен, недалеко от города Грантем, графства Линкольншир, Великобритания, в многодетной семье Чарльза и Кристины Алиттов. Кроме неё, в семье было ещё трое детей — две сестры и брат. Отец работал продавцом в магазине, а мать уборщицей в школе. Беверли Алитт училась в средней школе «Charles Read Secondary Modern School», уже в подростковые годы у неё стали проявляться проблемы с психикой. Алитт часто наносила себе порезы с целью привлечения внимания окружающих.
В возрасте 16 лет она попыталась поступить в престижную «Kesteven and Grantham Girls' School», однако провалила вступительные экзамены, потому что подрабатывала няней на дому, и была вынуждена поступить в колледж «Grantham College» на специальность медсестры.

## Убийства
В 1991 году Беверли Алитт окончила обучение, и начала работать в качестве детской медсестры в «Grantham and Kesteven Hospital». Первое убийство Алитт совершила 21 февраля 1991 года, отравив большой дозой инсулина полуторамесячного Лиама Тейлора. Следующей жертвой Алитт стал 11-летний Тимоти Хардвик, страдающий ДЦП, которого она отравила 5 марта 1991 года. В том же месяце Алитт покушалась на убийство ещё девятерых детей, но все они остались живы. 1 апреля 1991 Алитт вколола большую дозу инсулина двухмесячной Бекки Филиппс, которая умерла через два дня. Последней жертвой Алитт стала полуторагодовалая Клер Пекк, которую она отравила 22 апреля 1991 года.

## Арест и суд
Череда детских смертей в короткий промежуток времени вынудила полицию в конце апреля 1991 года начать расследование, детектив Стюарт Клифтон установил, что во все дни происшествий с детьми находилась лишь одна медсестра — Беверли Алитт, которая также имела доступ к сильнодействующим препаратам. 21 мая 1991 года Алитт арестовали по подозрению в совершении всех убийств. Вскоре ей были предъявлены обвинения в 4 убийствах, одиннадцати покушениях на убийство и 11 случаях причинения тяжкого вреда здоровью. Беверли Алитт отказалась признать свою вину по всем пунктам предъявленных обвинений.
28 мая 1993 года Уголовный суд присяжных Ноттингема признал Беверли Алитт виновной по всем пунктам предъявленных обвинений и приговорил к 13 срокам пожизненного лишения свободы с возможностью условно досрочного освобождения не раньше чем через 40 лет. В последнем слове Алитт вину в совершенных преступлениях не признала. 6 декабря 2007 годa Лондонский суд удовлетворил апелляционное заявление Алитт и снизил ей минимальный срок заключения для получения условно-досрочного освобождения с 40 до 30 лет, в результате чего она получила право подать прошение об УДО в ноябре 2021 года.